# Holzfäller-Lied

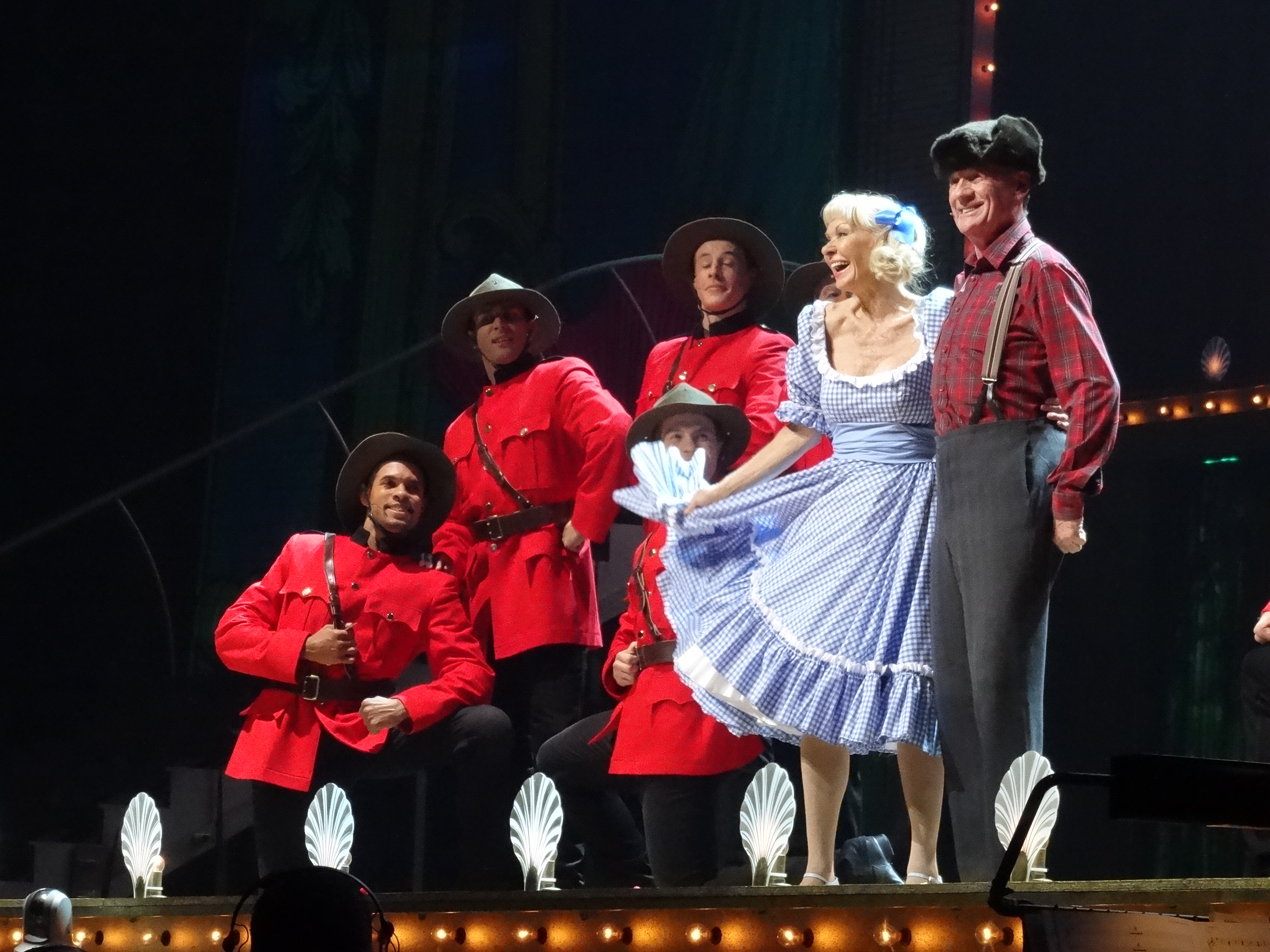
Carol Cleveland und Michael Palin bei der Aufführung den "Lumberjack Song" während der "Monty Python Live (Mostly)" Show.

Das Holzfäller-Lied (im Original The Lumberjack Song) ist ein Sketch der britischen Komikergruppe Monty Python, der in der neunten Folge der ersten Staffel von Monty Python’s Flying Circus auftaucht. Die Folge mit dem Titel Die Ameise. Eine Einführung. wurde am 7. Dezember 1969 aufgenommen und am 14. Dezember gesendet.
Der Sketch wurde von Michael Palin geschrieben, der in den unterschiedlichen Versionen (bis auf wenige Ausnahmen) auch das Lied sang. Bei den Bühnenauftritten von Monty Python übernahm Eric Idle die Rolle des Holzfällers, so auch in dem Auftritt in der Hollywood Bowl, der später als Monty Python Live at the Hollywood Bowl veröffentlicht wurde.
Die Idee für den Sketch kam Palin nach einem Gespräch mit einem Kameraassistenten, der bereits verschiedene Berufe ausgeübt und unter anderem als Holzfäller gearbeitet hatte.

## Handlung
Der Sketch beginnt mit einem Mann, der seinen Unmut über seinen derzeitigen Beruf zum Ausdruck bringt und sich dabei zusehends in seinen Frust hineinsteigert. Im Film Monty Pythons wunderbare Welt der Schwerkraft handelt es sich dabei um den Zoohändler aus dem ebenfalls sehr bekannten Dead-Parrot-Sketch. Zuletzt gibt er dann zu, er wolle eigentlich ein Holzfäller sein. Bei dieser Aussage tritt ein Chor auf (meist aus Mounties bestehend), der sein Holzfällerlied begleitet und den Kehrvers singt („He’s a lumberjack, and he’s okay, he sleeps all night and he works all day“). Ein blondes Mädel in einer Tracht erscheint, schmiegt sich an seine Seite und blickt ihn schmachtend an.
Das Lied beginnt als harmloser Shanty, der das Leben eines Holzfällers in idealisierter Weise beschreibt; ab der zweiten Strophe nimmt der Text eine bizarre Wendung: Der Sänger gibt an, in Frauenkleider zu schlüpfen und in Bars herumzuhängen. Zunächst stutzend und bereits etwas irritiert, macht der Mountie-Chor diese Wendung noch mit.
In der dritten Strophe offenbart der Sänger seine Vorliebe für Stöckelschuhe, Strapse und BH. Schließlich wünscht sich die Person, ein Mädchen zu sein – ganz wie seine Mama (in der Ursprungsfassung auf Monty Python’s Flying Circus, in späteren Versionen Papa, in der alten deutschen Version Onkel Walter als Reim auf Büstenhalter).
Der Mountie-Chor reagiert entsetzt und verlässt fluchend die Szene, und das Mädchen an seiner Seite verlässt ihn mit den Worten „Und ich dachte, du wärst so männlich!“
Enttäuscht zieht der Sänger daraufhin von dannen. In der ersten Version wird er dabei ausgebuht und mit altem Gemüse beworfen.

## Musik
Die Melodie entspricht dem Duett Là ci darem la mano aus der Oper Don Giovanni von Mozart.

## Versionen
1971 wurde der Sketch für den Film Monty Pythons wunderbare Welt der Schwerkraft in einer neuen Version aufgezeichnet.
1972 wurde dieser Sketch von einem unbekannten Übersetzer ins Deutsche übertragen und für die erste Folge von Monty Pythons fliegender Zirkus aufgenommen. Die Pythons lernten hierfür den deutschen Text phonetisch auswendig. Auch sang in dieser Version kein Mountie-Chor den Refrain („Er ist ein Holzfäller und fühlt sich stark, er schläft des Nachts und hackt am Tag“), sondern ein Trupp deutscher Grenzpolizisten.
Eine weitere Übersetzung wurde für die deutsche Synchronfassung des oben erwähnten Films Monty Pythons wunderbare Welt der Schwerkraft angefertigt. Kehrvers hier: „Er ist Holzfäller, und ihm geht’s gut, am Tag packt ihn die Arbeitswut.“
Auf der 1989 veröffentlichten CD Monty Python Sings unterbricht das Lied die Wettervorhersage eines frustrierten Radiomoderators (“I don’t want to rabbit on all day about sunny periods and patches of rain spreading from the West”), und die Aufzählung der Baumarten vor Beginn des Liedes wird ins Absurde gesteigert (u. a. „The flatulent Elm of West Ruislip“).
1991 wurde von der Punkband Dödelhaie eine deutschsprachige Cover-Version auf einer Single veröffentlicht.
Am 29. November 2002 wurde das Lied im Rahmen des Concert for George zu Ehren des verstorbenen George Harrison (ab 1979 Produzent der Monty-Python-Filme) live aufgeführt. Die Rolle eines der Mounties wurde von Tom Hanks übernommen.

## Tonträger
- CD: Monty Python Sings. Virgin Records 1989, Mont D1
- Single/Vinyl: Das Holzfällerlied. Impact Records 1991 (punkige Coverversion von den Dödelhaien)